# 1291 هـ
1291 هـ هي سنة في التقويم الهجري امتدت مقابلةً في التقويم الميلادي بين سنتي 1874 و1875.

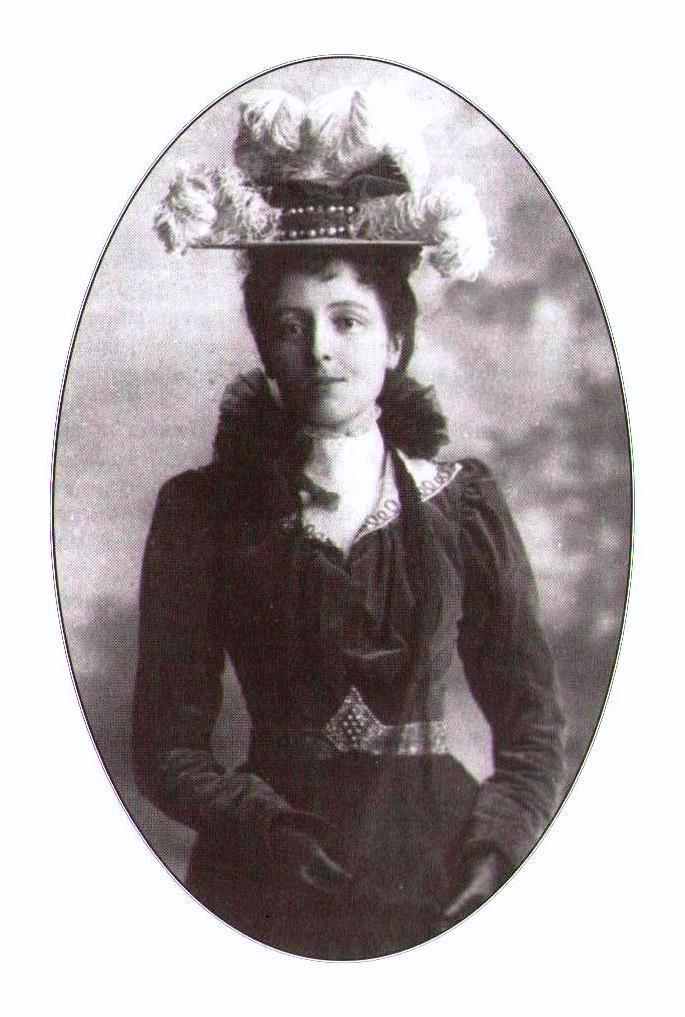
لوسي مود مونتغمري

## أحداث
- الأمام سعود بن فيصل يأخذ الحكم من الأمام عبد الرحمن.
- وفاة الأمام سعود بن فيصل حاكم الدولة السعودية الثانية منهيا الصراع بين عبد الله وسعود.
- أهل الرياض يبايعون الأمام عبد الرحمن بن فيصل إماما.
- دفن الأمام سعود بن فيصل في مقبرة العود.
- يتنازل الأمام عبد الرحمن بن فيصل من الحكم بعد شهرين من وفاة أخيه سعود، ويعلن عن تعيين الأمام عبد الله بن فيصل إماما.
- الأمام عبد الله بن فيصل يتزعم انتفاضة ضد الأتراك.

## مواليد
- أحمد العلاوي
- إلياس الأيوبي
- مصطفى كامل
- الأمير مشاري بن جلوي بن تركي آل سعود أخر أبناء الأمير جلوي بن تركي (توفي في عام 1384هـ).
- عبد الله بهاء الدين الألوسي، فقيه وأديب وخطاط عراقي.
- أبو الحسن الخنيزي
- جان أرتوركي
- جوزيف هوروفتس
- عبد الرزاق الإصفهاني
- عبد الله البلادي البوشهري
- عبد المسيح الأنطاكي
- عيسى رواس
- فرح أنطون
- قيصر المعلوف
- لوسي مود مونتغمري
- ماكس ميرهوف
- محمد الحجوي الثعالبي

## وفيات
- حسين الجزائري التستري
- سعود بن فيصل بن تركي آل سعود
- عبد الله بهاء الدين الآلوسي
- ماركس مولر
- نصر الهوريني